# Schmutzgeier

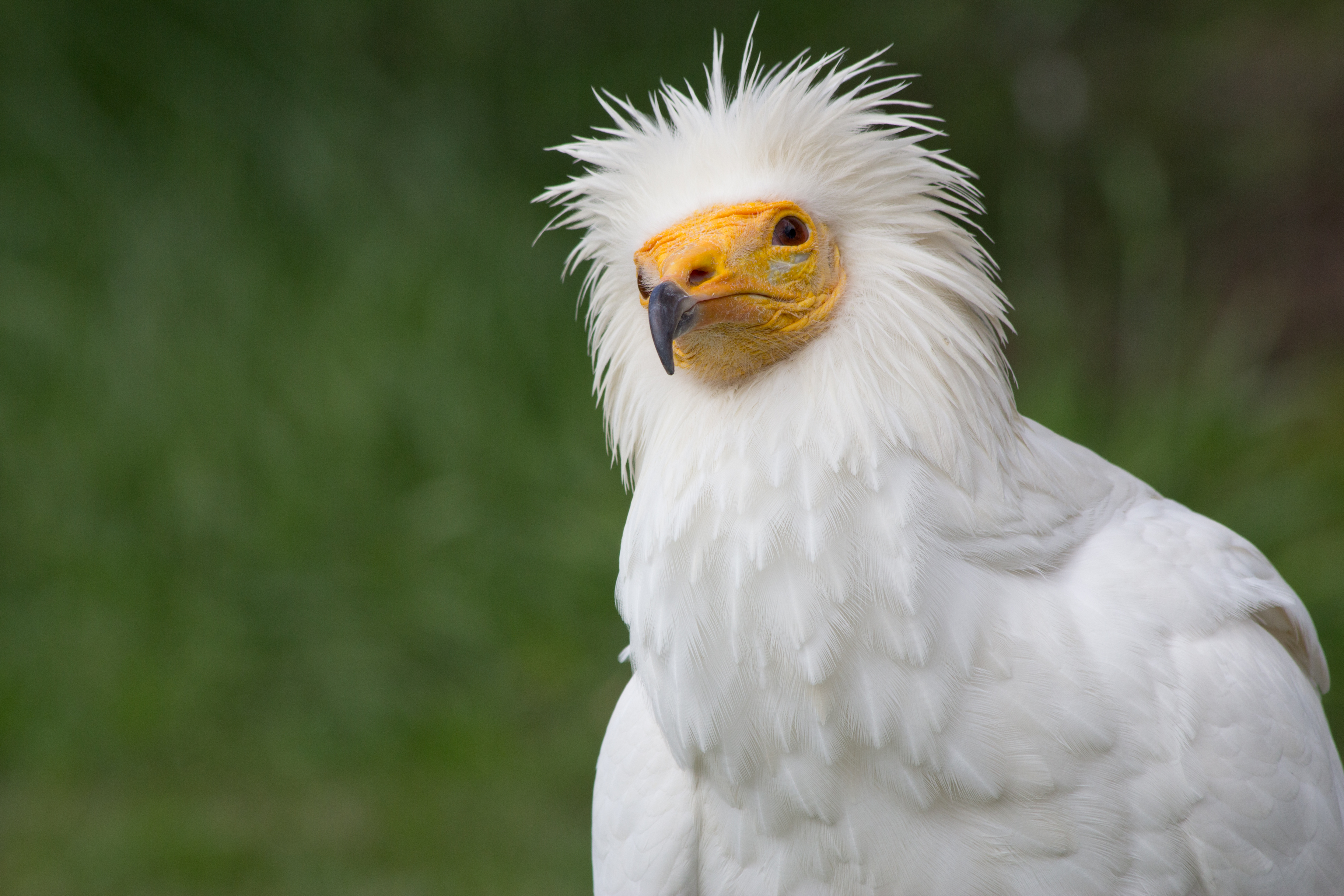
Schmutzgeier

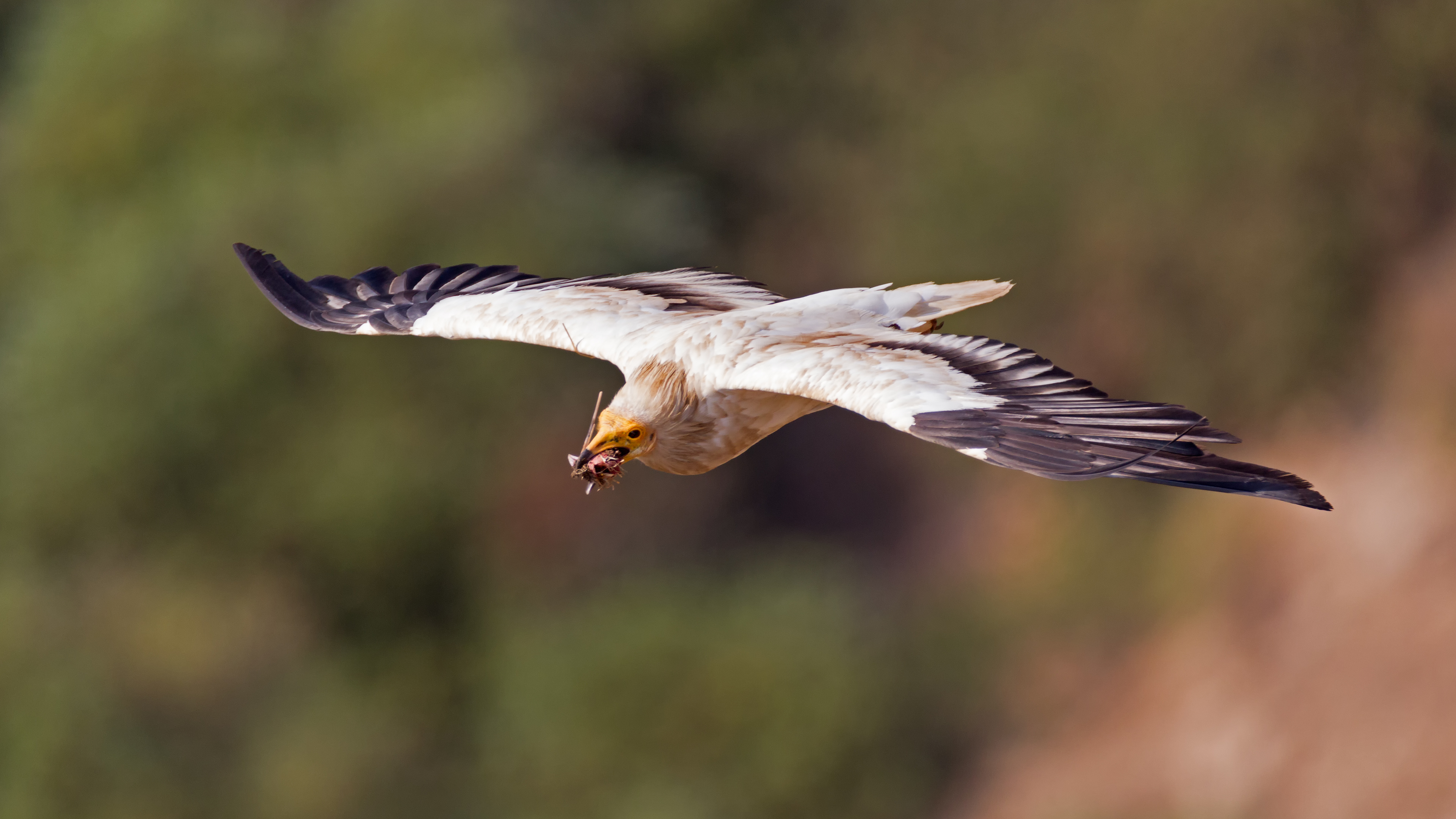
Ein fliegender Schmutzgeier im Gamla-Naturreservat (Israel).

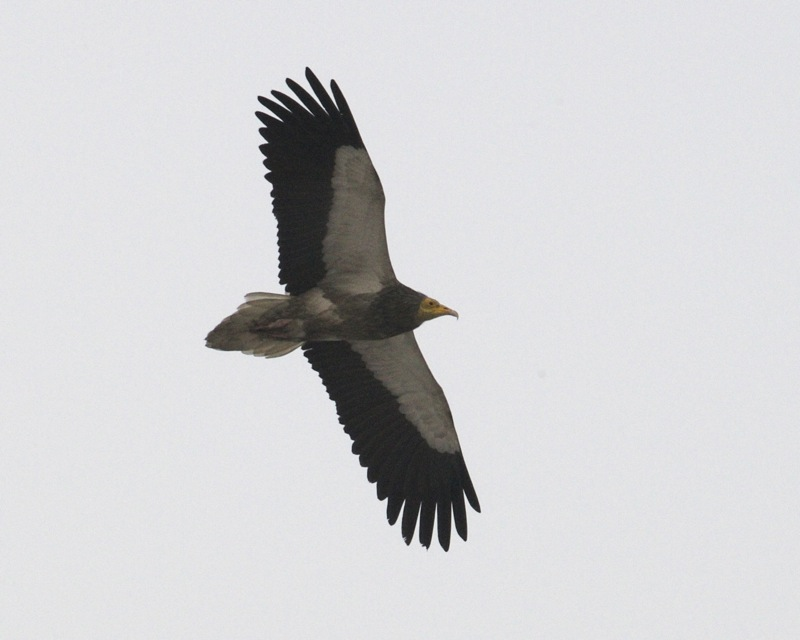
Flugbild mit dem charakteristischen rautenförmigen Schwanz

Der Schmutzgeier (Neophron percnopterus) ist ein Greifvogel aus der Familie der Habichtartigen. Er kommt von Südeuropa bis Zentralasien sowie in Afrika und Südasien vor. In Mitteleuropa ist der Schmutzgeier ein gelegentlicher Irrgast, die Zahl der Beobachtungen ist jedoch rückläufig, seit die südeuropäischen Bestände stark zurückgegangen sind.

## Erscheinungsbild
Das Gefieder des Schmutzgeiers ist weiß mit schwarzen Schwungfedern, was besonders im Fluge auffällt. Im Kehlbereich sind die Federn gelblich. Der Kopf ist unbefiedert, faltig und leuchtend gelb, manchmal mit orangerotem Anflug, wie auch die Basis des schmalen Schnabels, dessen Spitze schwarz ist. Die relativ langen Füße sind pink. Die Iris ist rötlichbraun. Der Schwanz ist keilförmig.
Die Geschlechter sind im Gefieder nicht zu unterscheiden. Männchen haben jedoch gegenüber den Weibchen eine farbintensivere Gesichtshaut. Bei Jungvögeln ist das Gefieder zunächst gelbbraun, etwas gefleckt und wird bis zum Erwachsenenalter mit etwa fünf Jahren von Mauser zu Mauser immer weißer. Das unbefiederte Gesicht der Jungvögel ist grau und die Iris schwarz.
Die Größe eines Schmutzgeiers beträgt 60–70 cm, sein Gewicht bewegt sich zwischen 1,5 und 2,2 kg, die Spannweite ist um 1,65 m.

## Lebensweise

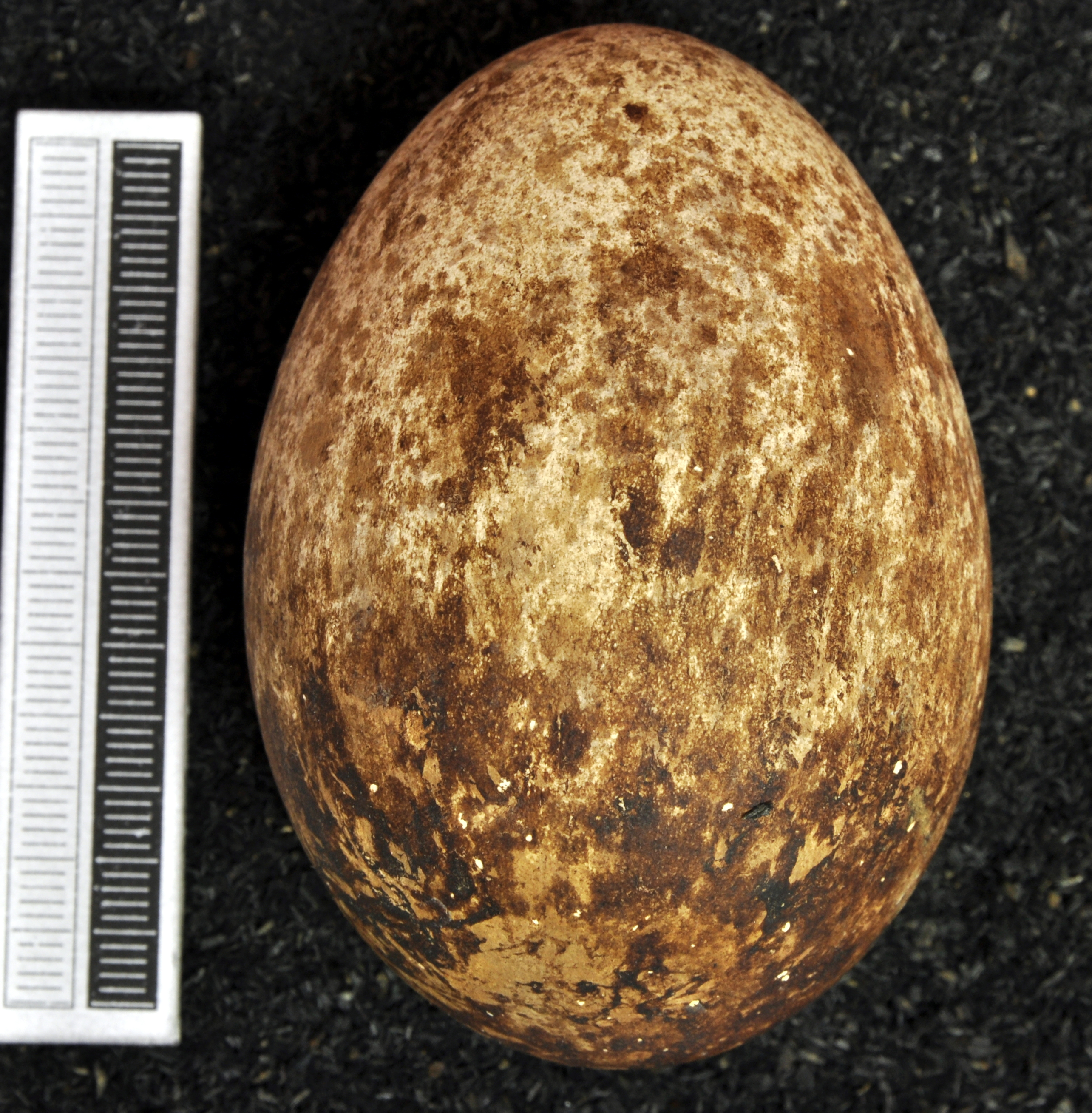
Ei, Sammlung Museum Wiesbaden

Schmutzgeier leben gesellig, jedoch in kleinen Gruppen. In der Savanne trifft man sie oft nur paarweise an. Der Neophron percnopterus ernährt sich überwiegend von den letzten Resten des Aases.
Die Brut findet auf Felsen und Klippen in unterschiedlichsten Höhen statt, in Löchern oder Höhlen oder unter überhängenden Felsvorsprüngen zum Schutze gegen die Witterung. Baumnester sind dagegen bei dieser Art sehr selten. Die Nester sind für die Größe des Vogels überdimensioniert und wirken unordentlich, zumal zwischen die Zweige menschlicher Abfall eingeflochten werden kann, ebenso Knochen, Papier und Tauenden. Das Nest ist mit weichen Materialien und Tierhaaren ausgepolstert. Nahrungsreste von durch beide Eltern herbeigeschafftem Aas sammeln sich bis zur Fäulnis im Nest an. Die beiden weißen Eier mit einigen braunen Flecken werden von beiden Partnern rund 42 Tage bebrütet. Jungvögel werden mit 80 Tagen flügge.
Grundlage der Nahrung ist Aas aller Art, auch tote Kleintiere wie Reptilien, Fische, Insekten und andere Wirbellose werden genommen. Hin und wieder werden auch Früchte verzehrt. Mancherorts suchen Schmutzgeier Müllkippen nach Genießbarem ab, gelegentlich werden menschliche Nahrungsabfälle, ja sogar menschlicher Kot genommen. Überhaupt scheuen Schmutzgeier die Nähe des Menschen keineswegs und sitzen in manchen afrikanischen Dörfern auf den Dächern der Hütten oder auf Bäumen mitten im Dorf herum. Eine Besonderheit dieses Vogels ist der Verzehr des Inhaltes von Straußeneiern. Um deren harte Schale zu zerbrechen, benutzen die Vögel Steine mit einem Durchschnittsgewicht von 50 g – aber es werden auch Steine von bis zu 500 g benutzt. Diese Steine suchen sie unter Umständen fern vom aufgefundenen Straußengelege, fliegen mit den Steinen im Schnabel zum Gelege und schleudern die Steine so lange auf die Eier, bis diese zerspringen. Nach mehreren Versuchen mit einem zu leichten Stein holen sie einen größeren herbei. Diese Verhaltensweise ist ein eindeutiges Beispiel für Werkzeuggebrauch bei Tieren. Den flüssigen Inhalt des Eis oder die bereits weit entwickelten Straußenembryonen verzehren sie an Ort und Stelle.

## Verbreitung

Verbreitungsgebiet

Der Schmutzgeier ist über ganz Afrika verbreitet, kommt aber auch in gemäßigten Teilen Asiens und Europas, vor allem im mediterranen Gebiet, und auf den Kapverdischen und Kanarischen Inseln vor. Auf den Kanarischen Inseln stieg die Population zuletzt an, dank eines Schutzplanes wurden im Jahr 2018 zwölf Prozent mehr Schmutzgeier registriert als noch im Jahr 2017. In Spanien leben etwa 1300 bis 1500 Paare. Im übrigen Europa kommen etwa 1000 weitere Paare vor. Am 15. Juni 2021 wurde erstmals seit 150 Jahren wieder ein Schmutzgeier auf den Britischen Inseln beobachtet (auf den Scilly-Inseln westlich von Cornwall). Etwa einen Monat später, am 18. Juli 2021, war dasselbe Tier in Dunfanaghy (County Donegal) zu sehen – die erste derartige Sichtung in Irland überhaupt.

## Lebensraum
Trockene Baum- und Buschsavannen, meidet lediglich Wüstengebiete und Regenwälder.

## Belege